# Takling

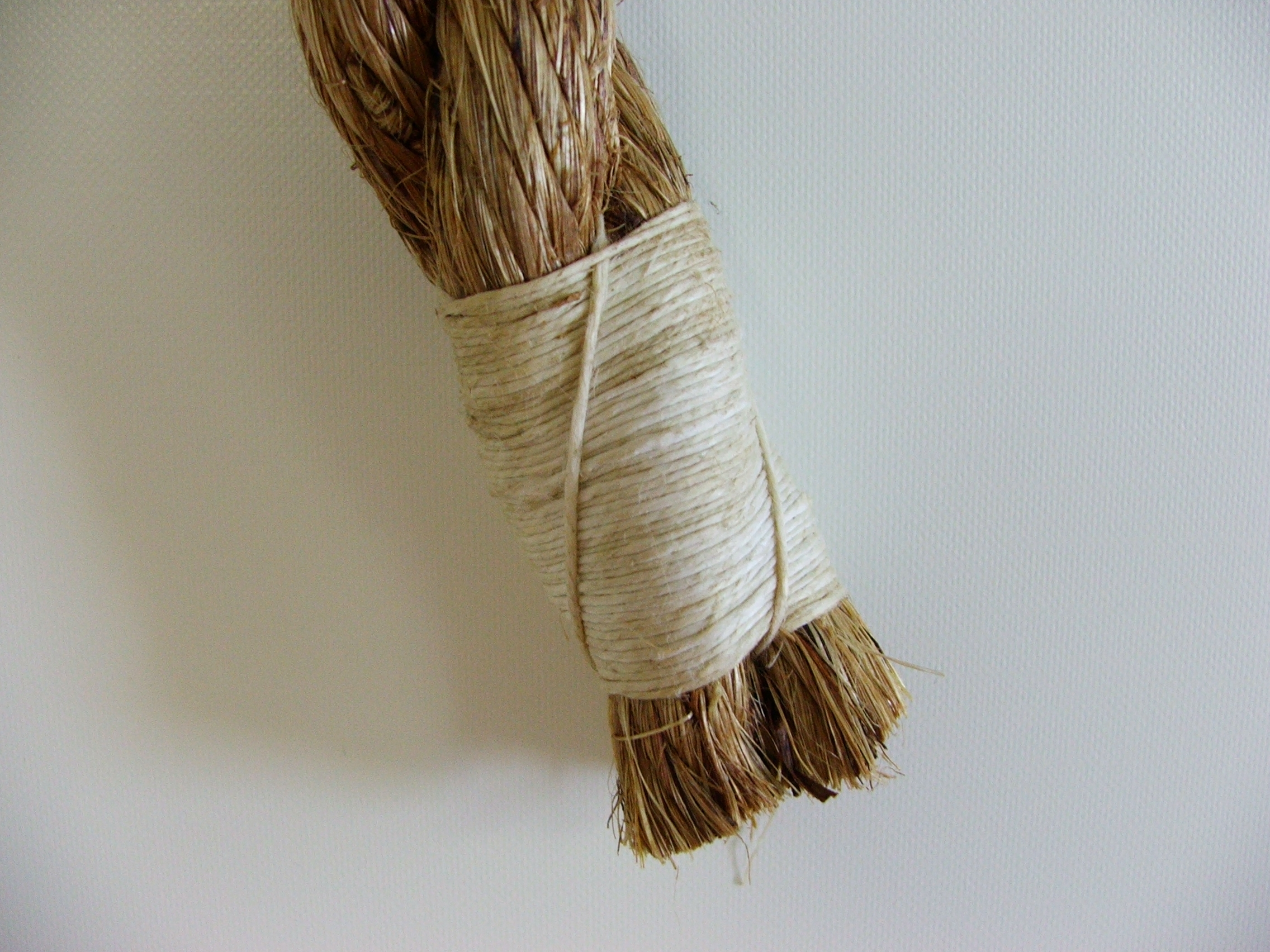
Ein genähter Takling auf Manilaleine

Mit einem Takling wird ein Seil vor dem Aufdröseln seiner Kardeele und Litzen geschützt. Der Takling gehört zu den Bindeknoten.
In der Seemannschaft werden der gebundene Takling (auch Bindetakling, Behelfstakling) und der genähte Takling unterschieden. Diese werden auch als flache Taklinge bezeichnet, weil sie die Stärke des Seilendes kaum erhöhen und das Ende frei durch Kauschen und Taljenblöcke laufen kann. Zum Aufbinden eines Taklings wird Takelgarn, gewachster Zwirn oder eine dünne feste Leine verwendet. Die Länge eines Taklings sollte mindestens dem Seildurchmesser entsprechen.
Tauwerk aus Kunstfasern wird meist nicht mit einem Takling, sondern durch Schmelzen (Verschweißen / Ultraschallschweißen), durch Tränken in einer Kunststoffpaste oder mit selbstverschweißendem Klebeband gegen Aufdrehen geschützt.

## Gebundene Taklings

### Einfacher Takling
Ashley-Nr: 3442. Auch Gewöhnlicher- oder Flacher Takling genannt. 
Der Einfache Takling ist vergleichsweise schnell anzulegen und lässt sich auch schnell wieder lösen.
| Seil ohne Takling   | Seil ohne Takling |
| Takling – Schritt 1 | Eine große längliche Schlaufe auf das Seil legen (und mit dem Daumen festhalten).                                                                                                 |
| Takling – Schritt 2 | Das Seil fest umwickeln. Die Wicklung sollte ungefähr genauso breit wie die Dicke des Seiles sein.                                                                                |
| Takling – Schritt 3 | Das Arbeitsende des Bindegarns durch die Schlaufe stecken, am anderen Ende ziehen, so dass beide Enden des Bindegarnes sicher unter der Wicklung festgehalten (bekniffen) werden. |
| Takling – fertig    | Zum Schluss sollte man überprüfen, ob der Takling fest sitzt, und dann beide Enden des Bindegarns kurz abschneiden.                                                               |

### Seemannstakling
Ashley-Nr: 3443. Clifford W. Ashley bemerkt zu diesem Takling, dass er einer von denen ist, die man sehr häufig sieht. Für die folgenden Bilder wurde aus besseren Anschauungsgründen eine farbige Reepschnur verwendet. Für einen originären Takling benutzt man natürlich ein gewachstes Takelgarn oder einen gewachsten Zwirn.

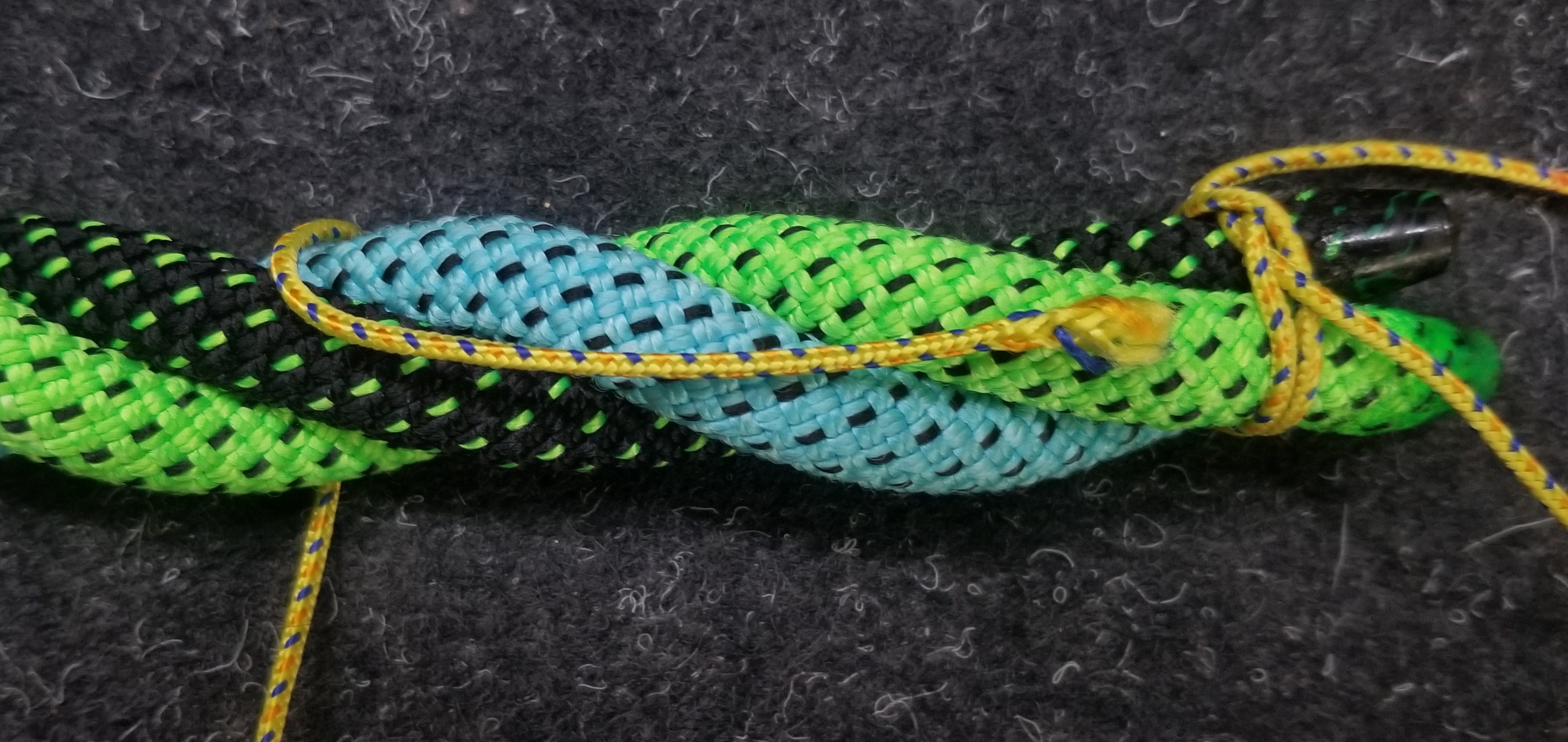
Man legt ein Ende das Takelgarns in Richtung des Seilendes
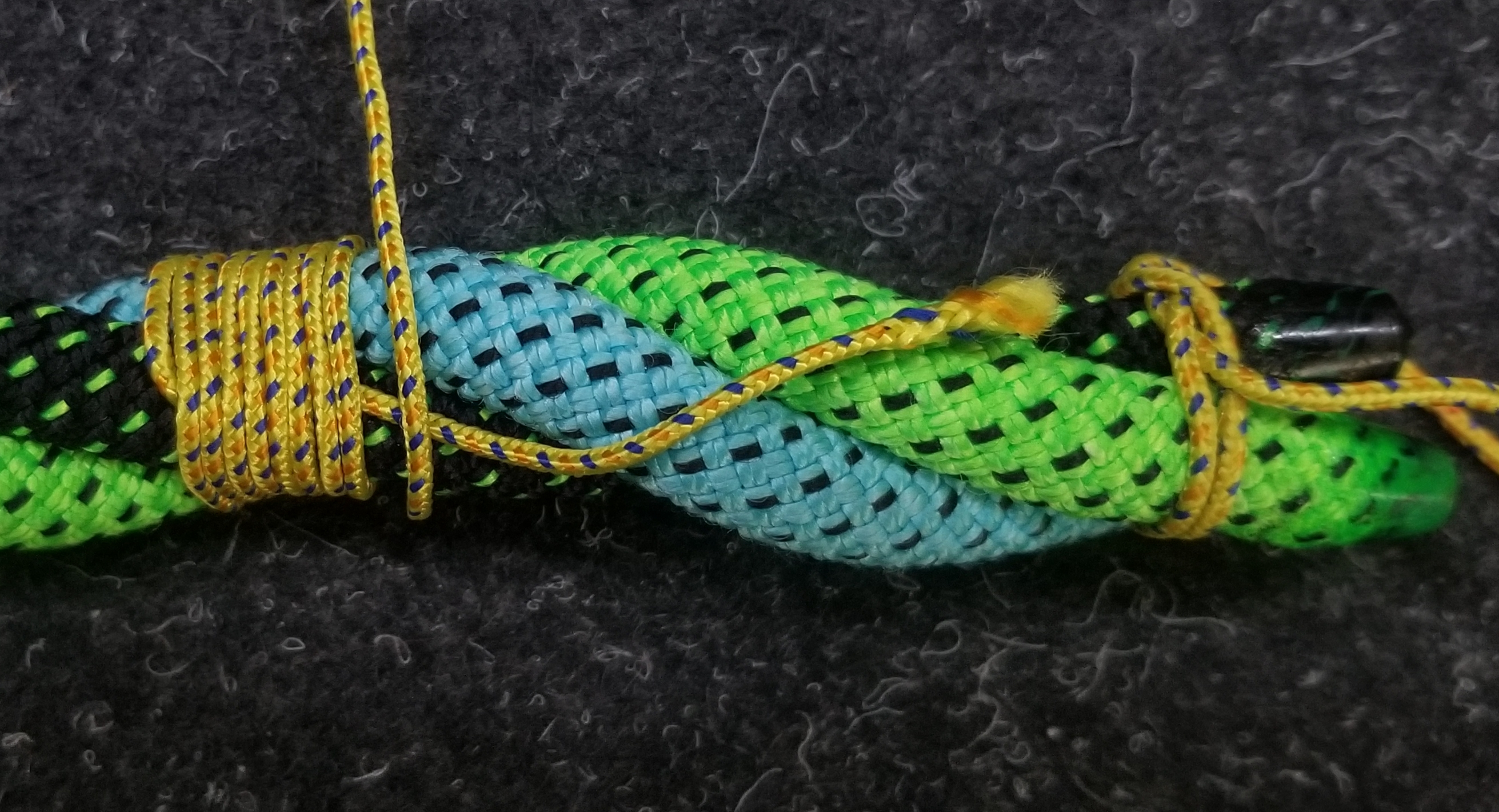
und törnt das Takelgarn mehrmals darüber.
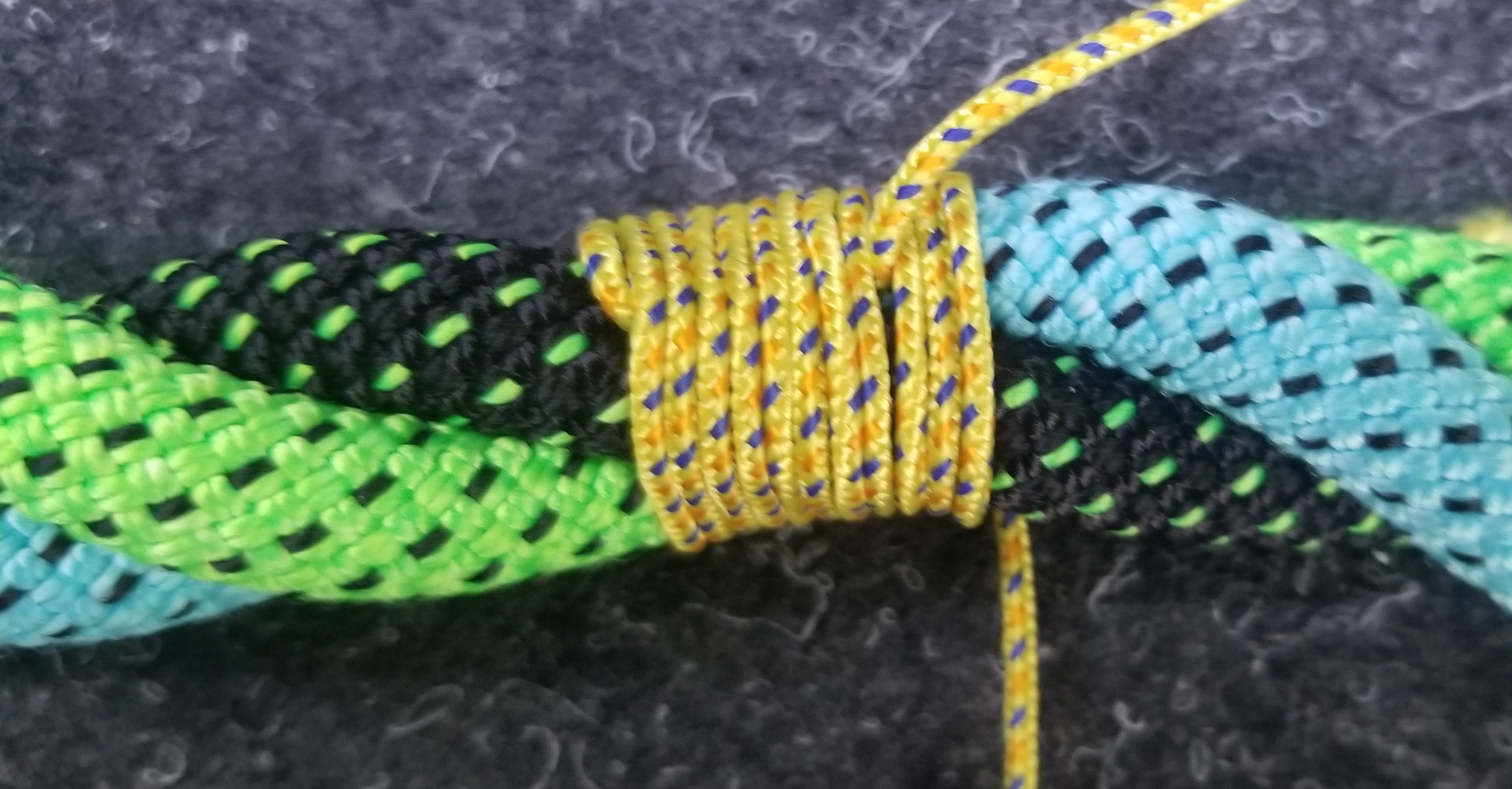
Dann wird es straff gezogen und herausgelegt. Nun werden ein paar weitere Törns gemacht, ohne über das Takelgarn zu fahren.
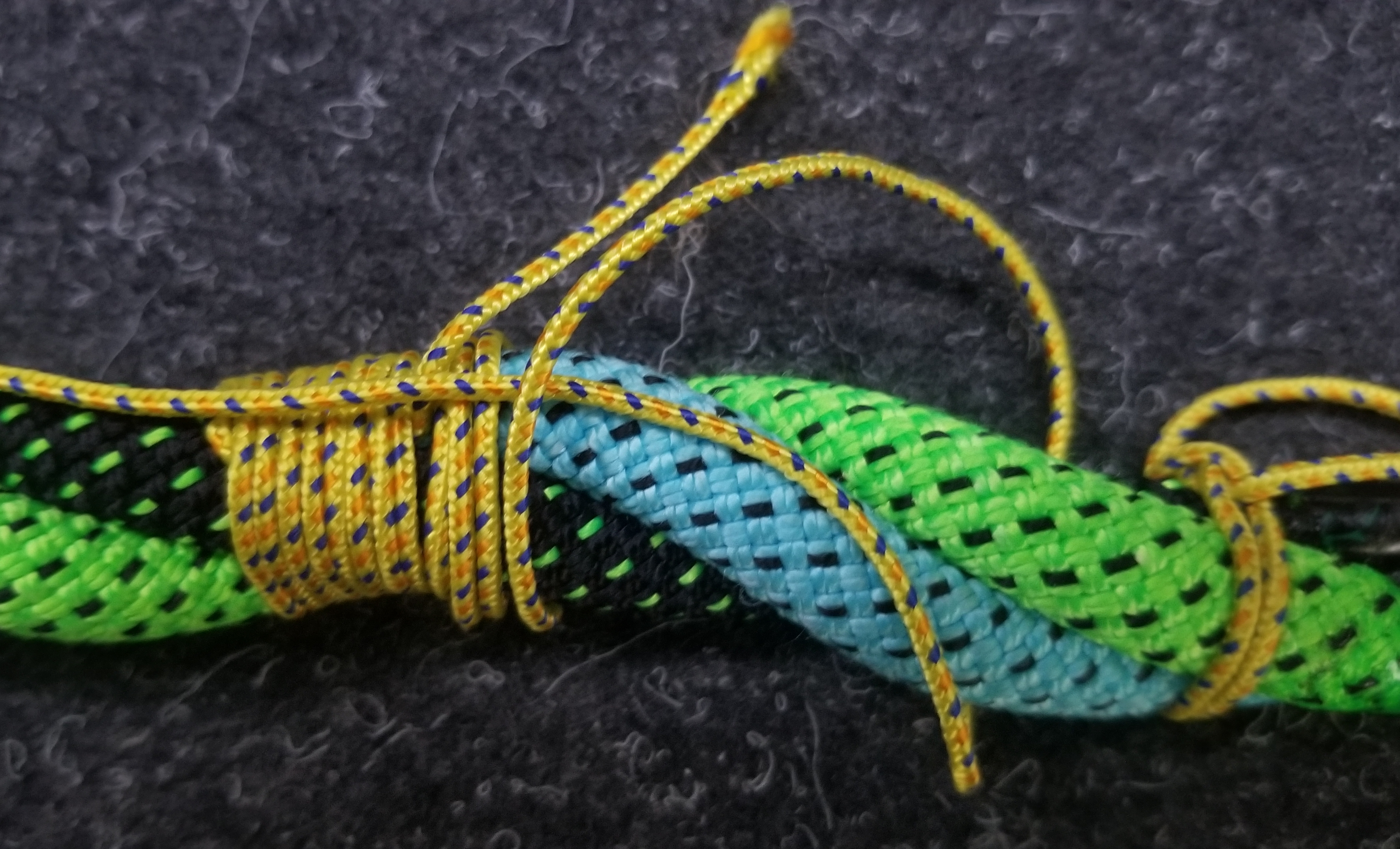
Das zweite Ende des Takelgarns wird zurückgelegt
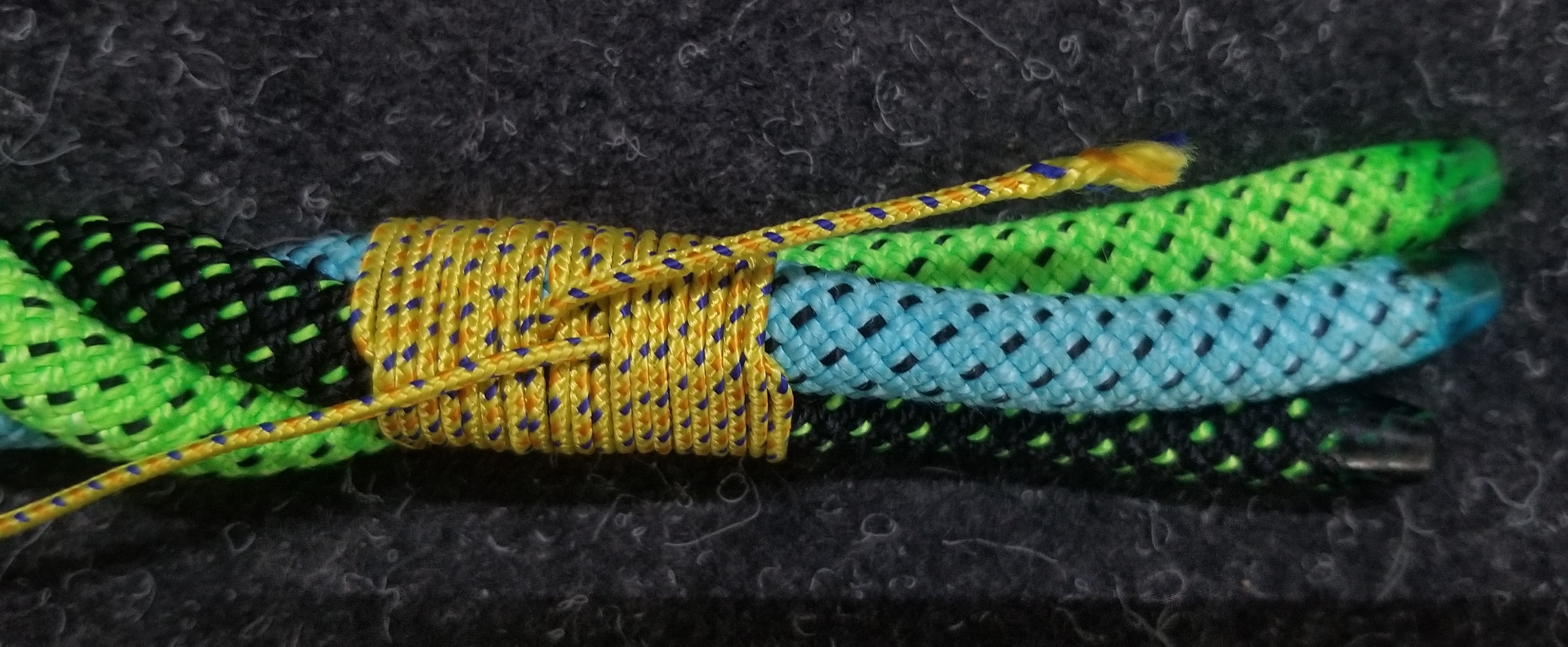
und weitere Törns darüber gelegt. Man holt dabei die Schlaufe jedes Mal von dem Seilende, damit man nur eine Reihe Törns bekommt und nicht die Schlaufe über das Seil wickelt.
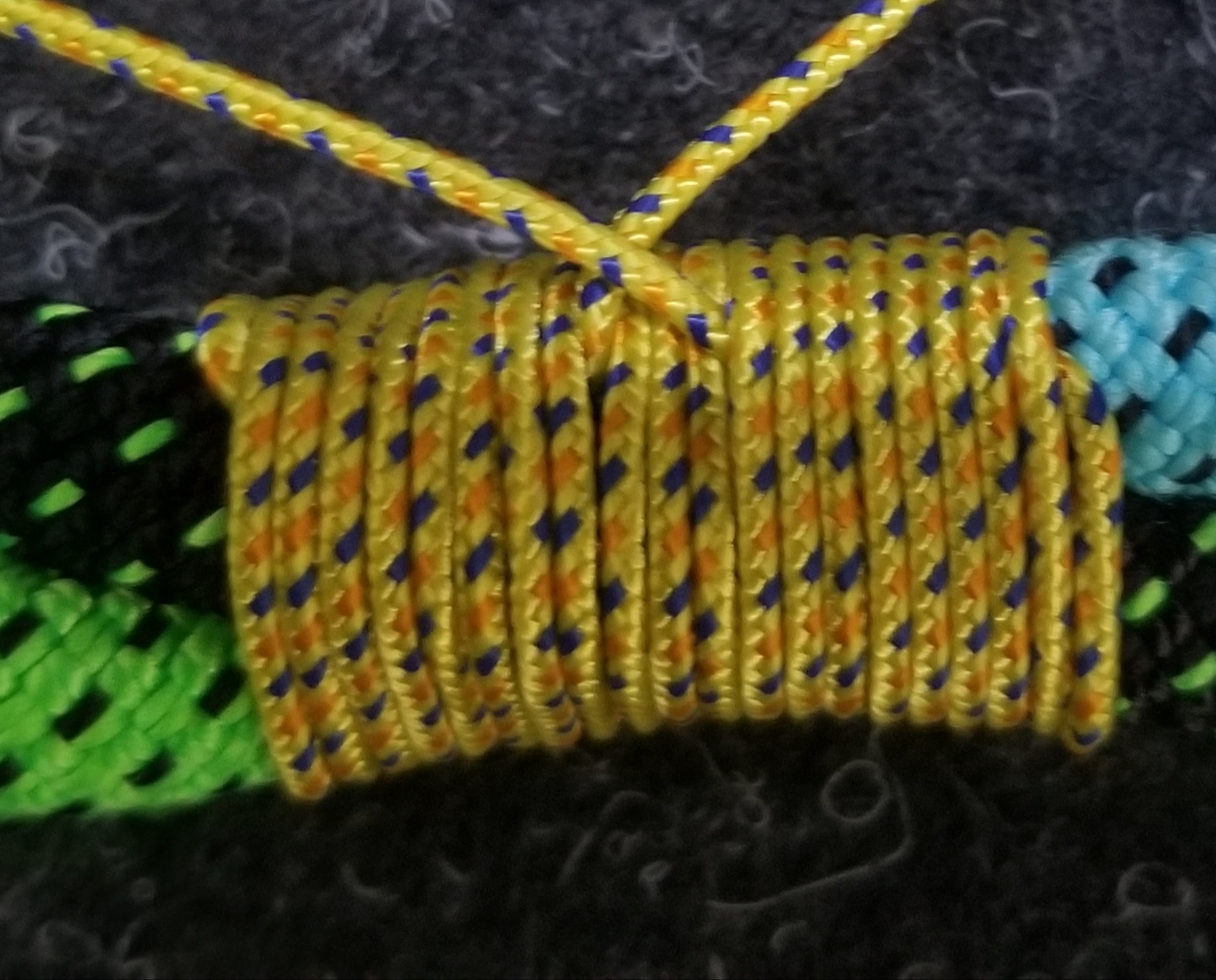
Schließlich wird durch Ziehen an beiden Takelgarnenden der Takling straff gezogen.

#### Weitere Möglichkeit, die Abschlusswicklungen durchzuführen

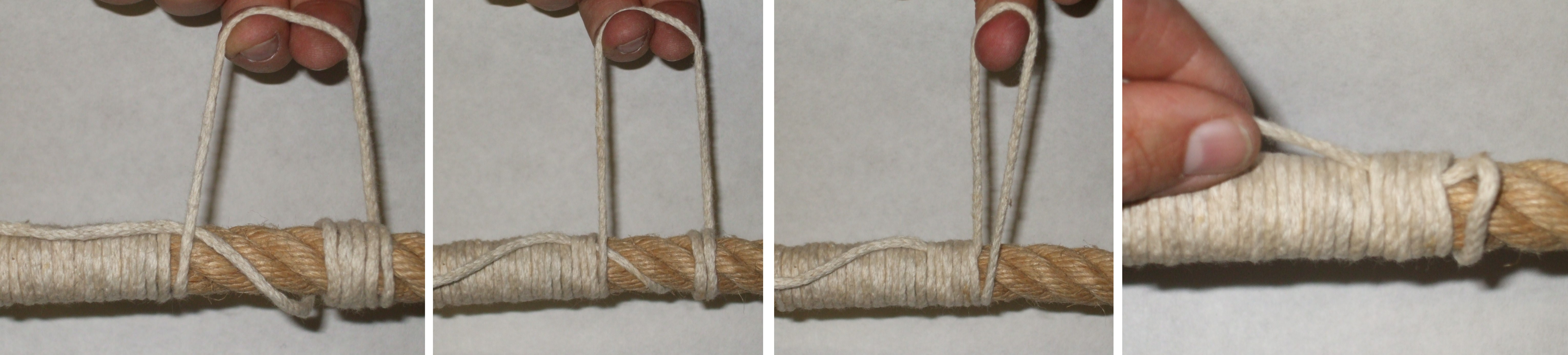
Abschlusswicklungen eines geknüpften Taklings

Zunächst wird ein lockerer Hilfstakling in entgegengesetzter Richtung etwas neben dem endgültigen Takling zurückgewickelt. Das freie Ende wird nicht unten durchgezogen, sondern es wird damit der endgültige Takling so fest wie möglich geknüpft. Dabei wird das zur Vorratsspule führende Garn (liegt unter dem Hilfstakling) mit eingeschlossen. Der Hilfstakling wird Windung für Windung aufgelöst, der endgültige Takling wächst Windung um Windung. Das zur Vorratsspule führende Garn liegt unten durch und wird am Ende festgezogen.

### Französischer Takling
Ashley-Nr: 3450. 
Der Französische Takling ist nur eine Reihe von Halben Schlägen mit einem laufenden
Auge. Das heißt, würde man das Tau aus den Halben Schlägen ziehen, erhielte man eine Reihe von Augen, die sich auf Zug auflösen würden.
Es gibt mehrere möglich Anfänge diesen Takling zu beginnen. Ashley fängt diesen mit einer Schlaufe an. Bspw.kann man mit dem Takelgarn eine kleine Überhandschlaufe knüpfen und mit ihr eine Schlinge über das Tau legen.
Oder man macht einen Webeleinenstek und steckt das lose Ende unter den folgenden Takling.

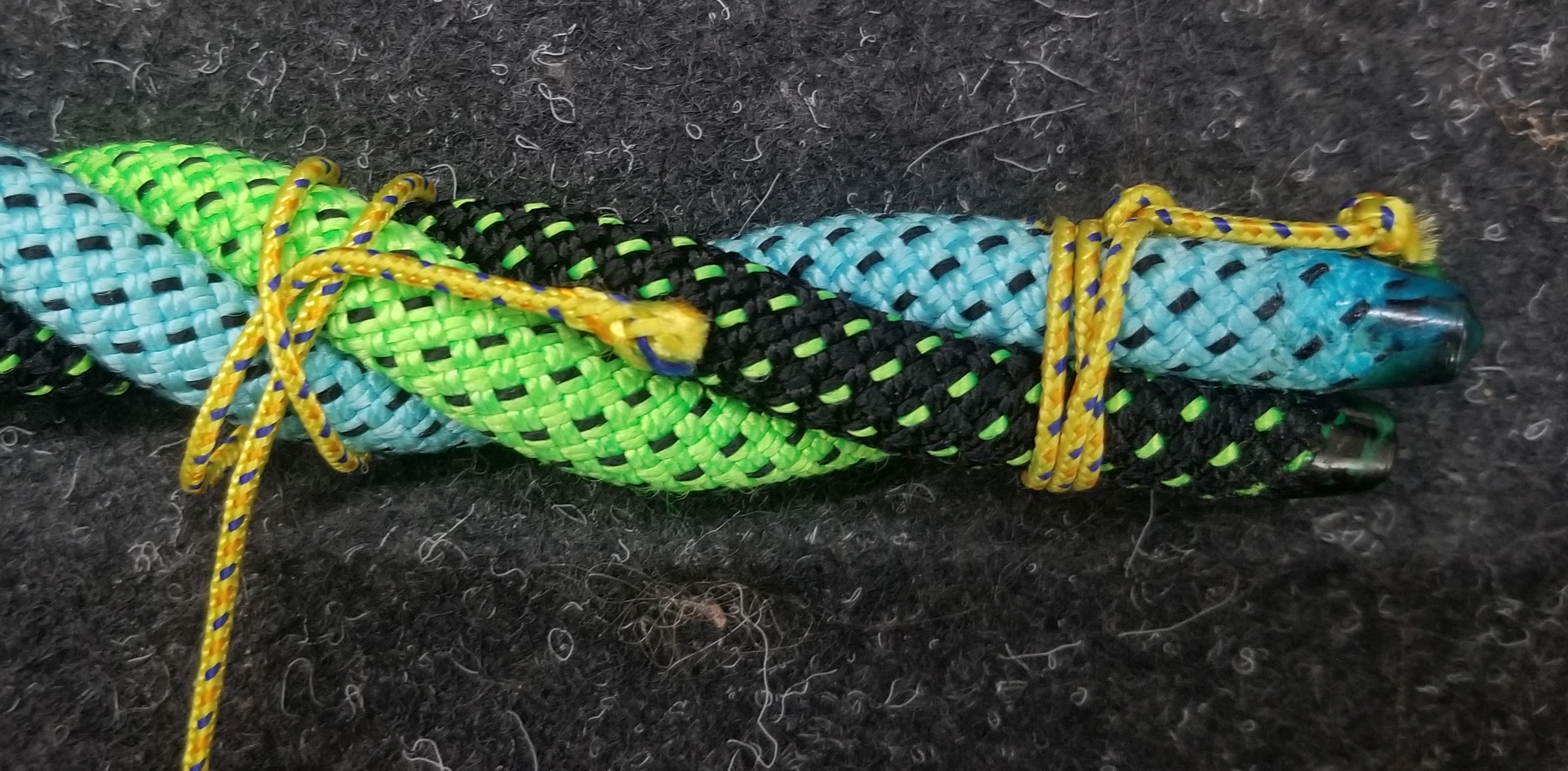
Das Tauenende ist hier rechts. Der Takling wird in diesem Fall von links nach rechts geknüpft. Zuerst wird ein Webeleinenstek geknüpft, bei dem das lange Ende des Takelgarns rechts liegt und das kurze Ende wird nach rechts über die Kaardeele gelegt.
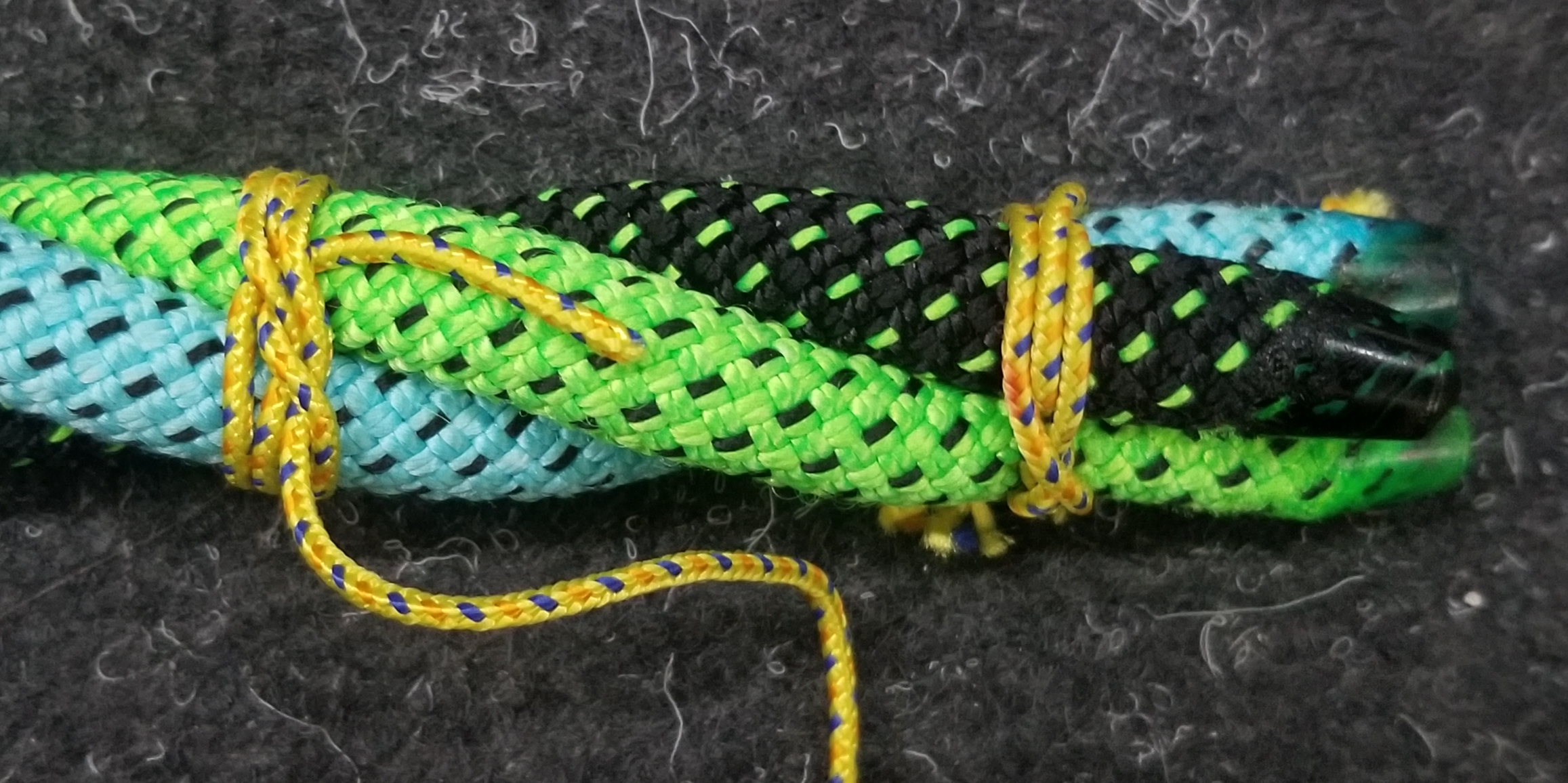
Dann wird ein Halber Schlag gemacht. In diesem Fall ist es ein linksgängiger Halber Schlag, damit sich der noch zu bildende Kamm der Halben Schläge dem Schlag des Tauendes folgt.
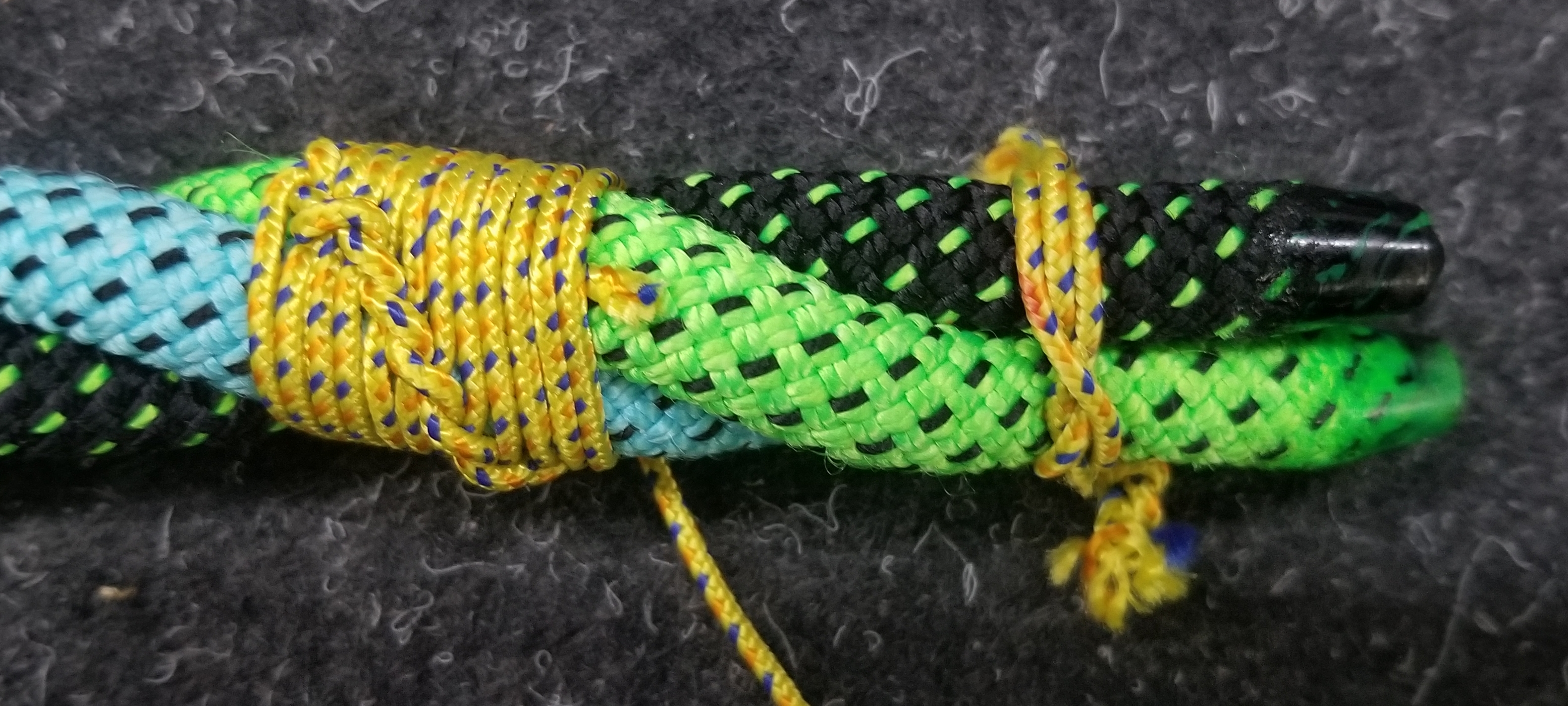
Die Halben Schläge werden fortgeführt und das kurze Ende des Takelgarns wird bedeckt und beknoffen.
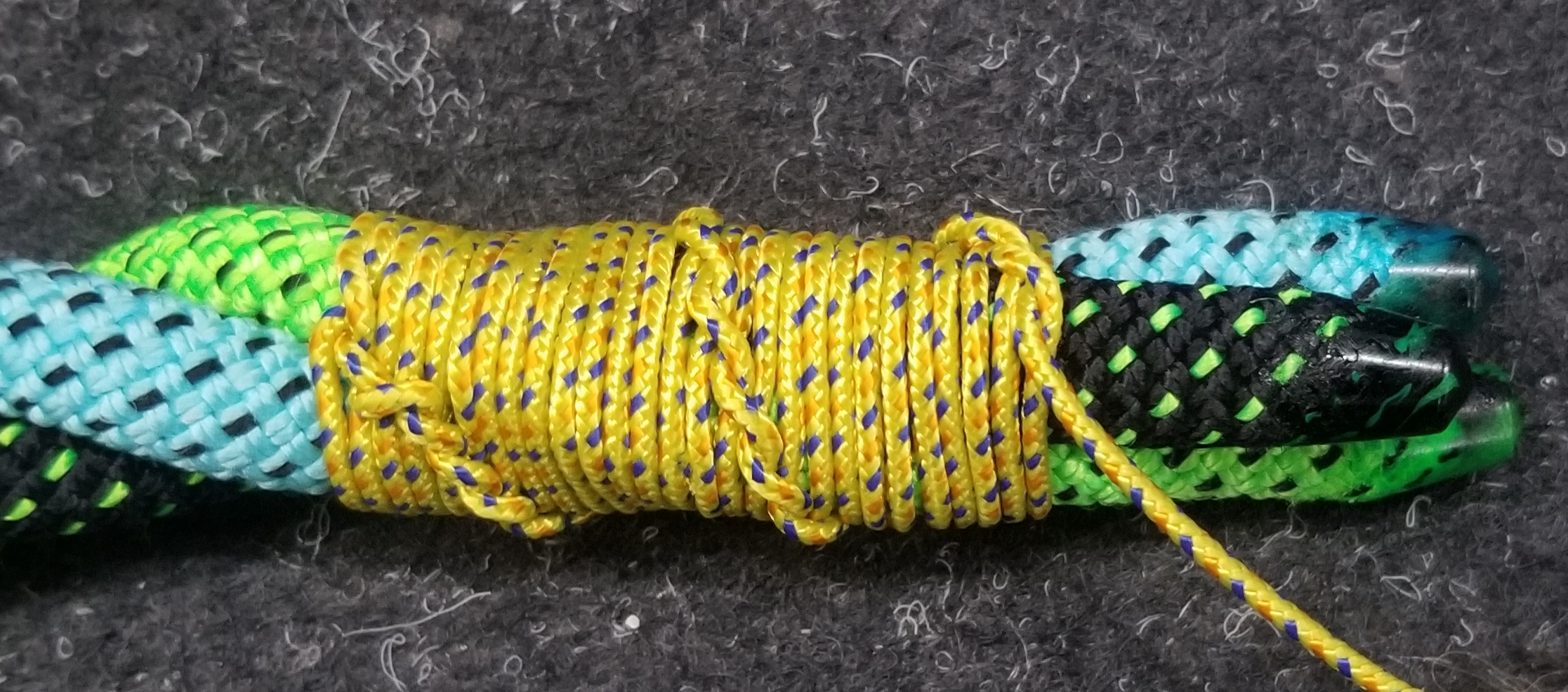
Die Halben Schläge werden fortgeführt.
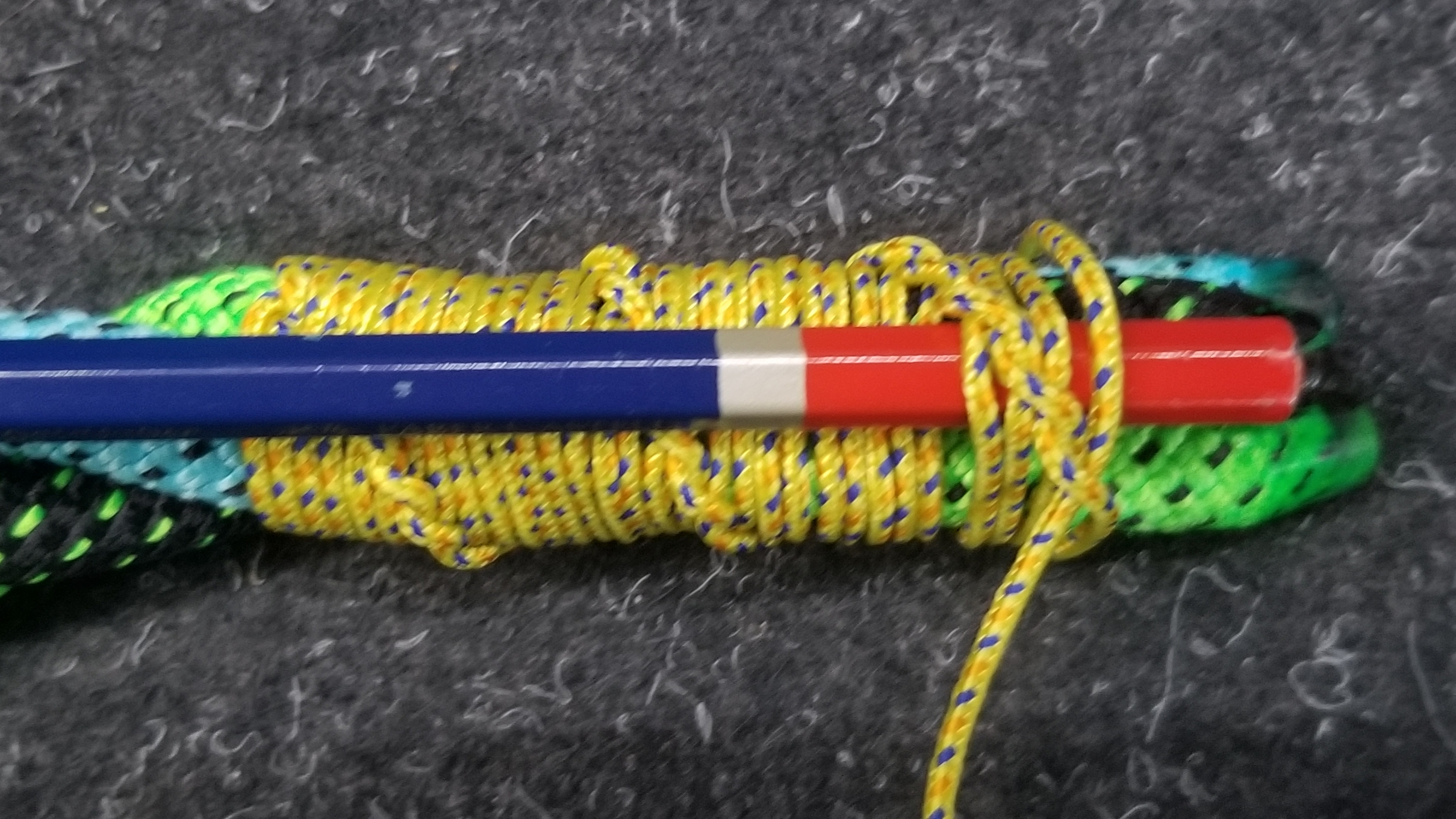
Nun legt man einen Abstandshalter, hier einen Bleistift darauf und führt die Halben Schläge fort. Dies dient dazu, dass man das Ende des Takelgarns unter die letzten Halben Schläge leichter durchstecken kann.
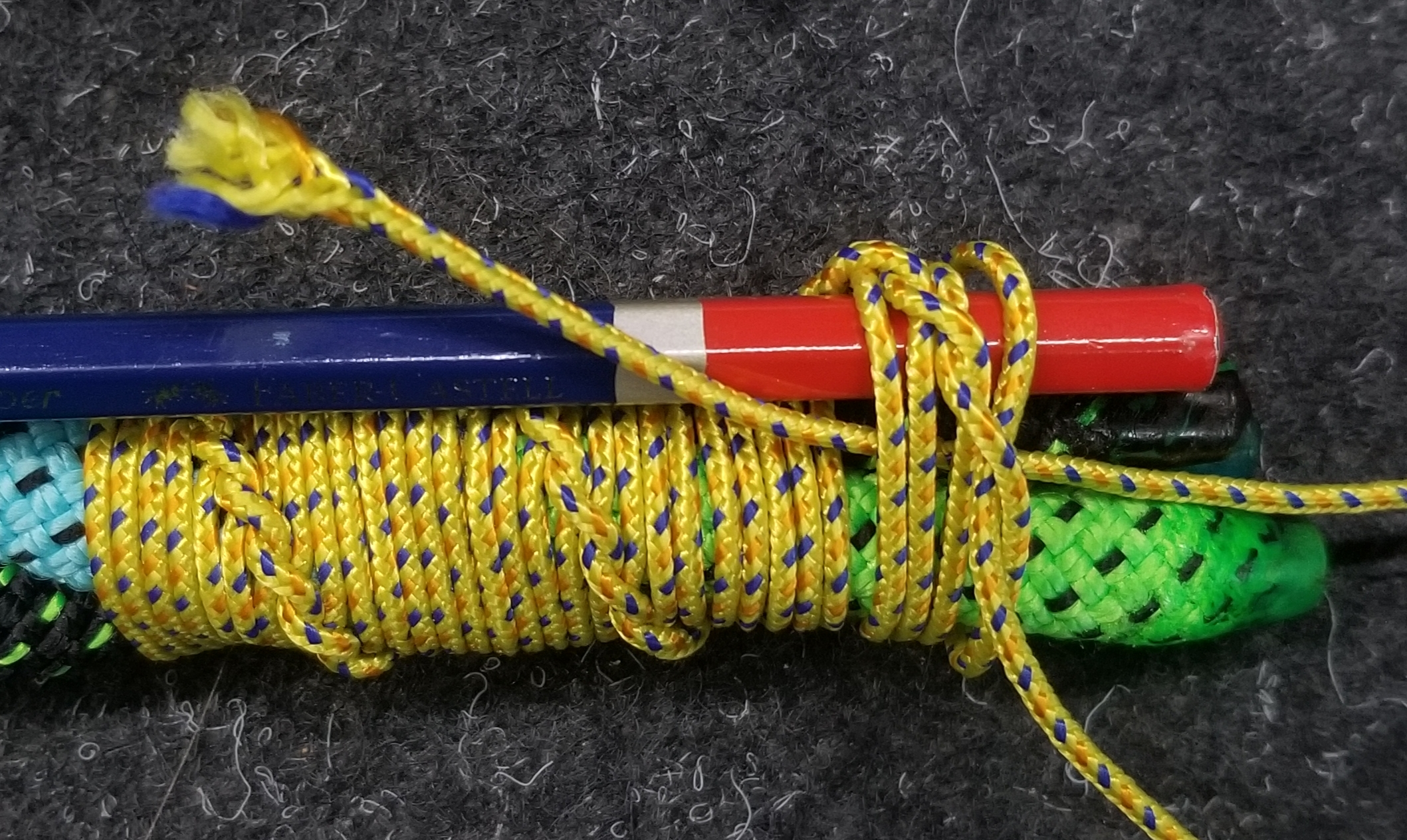
Das Ende des Takelgarns wird nun zurück unter die Halben Schläge gesteckt.
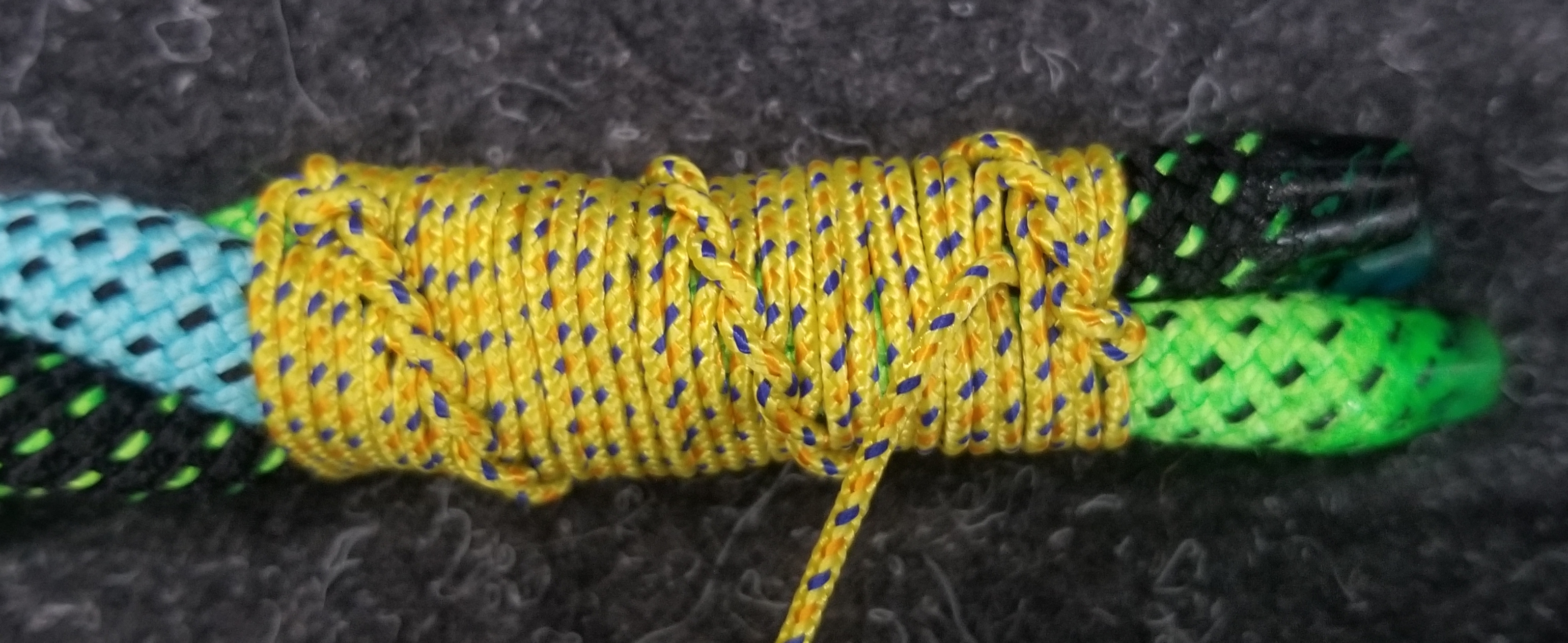
Noch zuziehen!
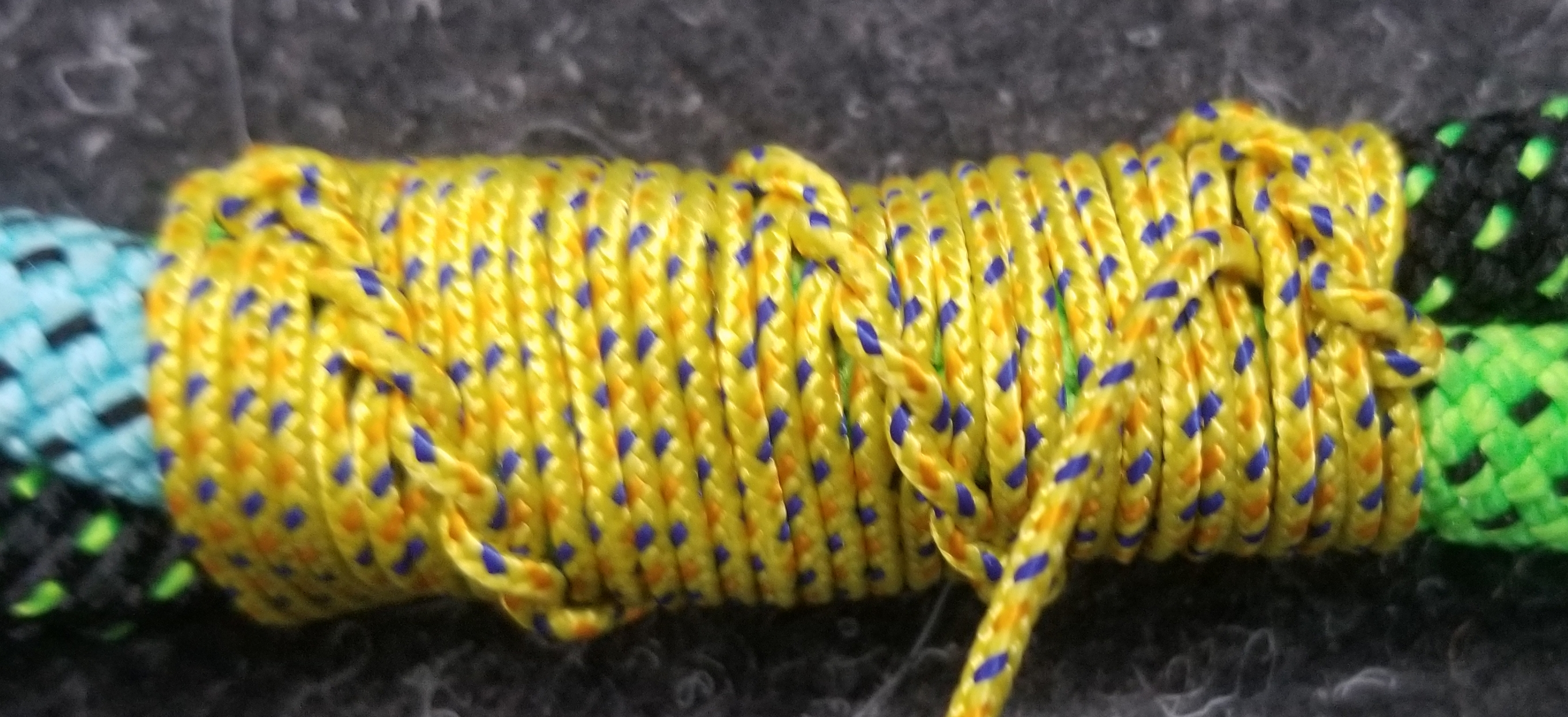
Und der Französische Takling ist fertig

Eine weitere Möglichkeit ist, wie beim oben beschriebenen Einfachen Takling anzufangen. Zuerst wird eine Hilfsschlaufe aus Takelgarn längs über das Tauende gelegt. Darauf wird ein Halber Schlag so um das Tauende gelegt, dass das kurze Ende des Takelgarns zur Hilfsschlaufe hin zeigt. In Richtung der Hilfsschlaufe folgt nun ein Halber Schlag, der das kurze Ende bekneift und festgezogen wird. Nun folgt eine Reihe von halben Schlägen (es entsteht ein mehrfacher Webeleinenstek) immer in gleicher Drehrichtung, hin zum Ende der Hilfsschlaufe. Die Schläge werden sehr fest gezogen. Wenn es richtig gemacht ist, entsteht ein kleiner Wulst oder Kamm, der spiralig um das Tauende herumläuft. Der Kamm der Schläge sollte dem Schlag des Tauendes folgen. Wenn der Takling etwa so lang ist wie das Tau dick (der Wulst läuft einmal ganz herum), dann wird das Ende des Takelgarns in die Hilfsschlaufe gesteckt und mit starkem Ruck unter dem Takling ganz durchgezogen. Die beiden Enden des Takelgarns werden kurz abgeschnitten. Wird der Takling zu fest geknüpft, lässt sich eine dünne Hilfsschlaufe nicht mehr unter dem Takling durchziehen, die Schlaufe reißt ab und die Arbeit war umsonst.

### Überhandknoten Takling
Ashley-Nr: 3458.
Überhandknoten Takling: Eine Reihe von Überhandknoten oder Doppelter Überhandknoten die auf Vorder- und Rückseite fortlaufend geknüpft werden. Knotentechnisch müsste man genauer von Halben Knoten sprechen.  So auch Clifford W. Ashley. Siehe dazu wie sich Überhandknoten und Halbe Knoten voneinander abgrenzen. Dieser Takling ist auch als West Country- oder West County Takling bekannt.

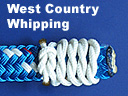
Überhandknoten Takling. Vier doppelte Überhandknoten mit Chirurgenknoten als Abschluss

### Segelmachertakling
Mit der ähnlichen Technik wie der folgende Genähte Takling wird der Segelmachertakling gemacht. Er hat aber den Vorteil, dass er ohne Nadel und Garn herzustellen ist.
Diese robuste Variante eines Takllings gibt besondere Haltbarkeit und Sicherheit.

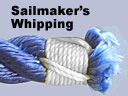
Segelmachertakling (engl. Sailmaker's Whipping)

## Genähter Takling
Ashley-Nr: 3446
|  |  |  | genähter Takling |

Der genähte Takling ist laut Ashley der Takling, der am meisten zufriedenstellt. Er wird vorwiegend an geschlagenem Tauwerk verwendet, ist aber grundsätzlich auch für geflochtenes Tauwerk geeignet.

## Spanischer Takling
| Endspleiß | Ein spanischer Takling ist ein Rückspleiß. Die Kardeele an einem Seilende werden rückwärts gespleißt. Dadurch kann das Seilende nicht mehr ausfransen. Durch die dabei entstehende Verdickung des Seilendes wird ein Durchrauschen des Seils durch Blöcke verhindert (Stopperknoten). |

## Provisorische Taklings

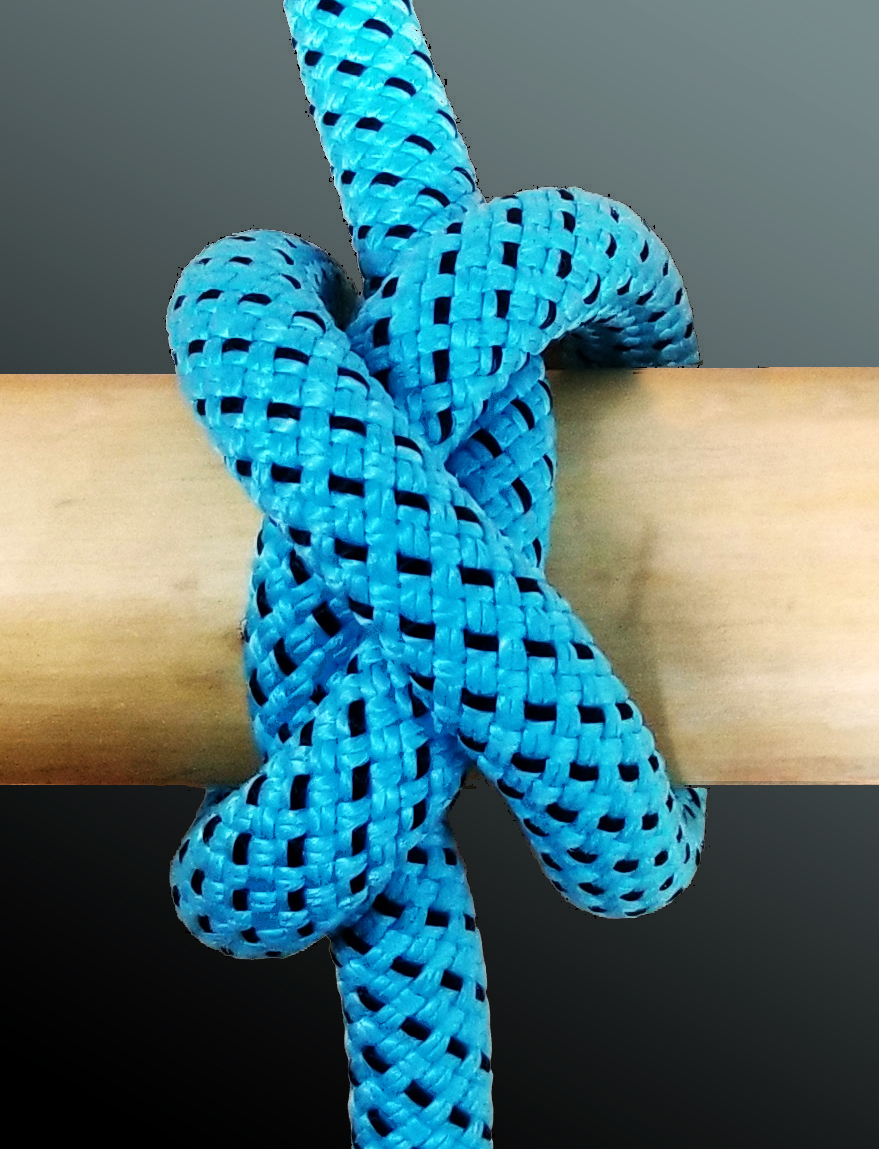
Mit dem Würgeknoten (auch Konstriktorknoten genannt) kann man schnell verhindern, dass sich ein ausgefranstes Seilende weiter aufdröselt. Er lässt sich auch auf Slip legen.
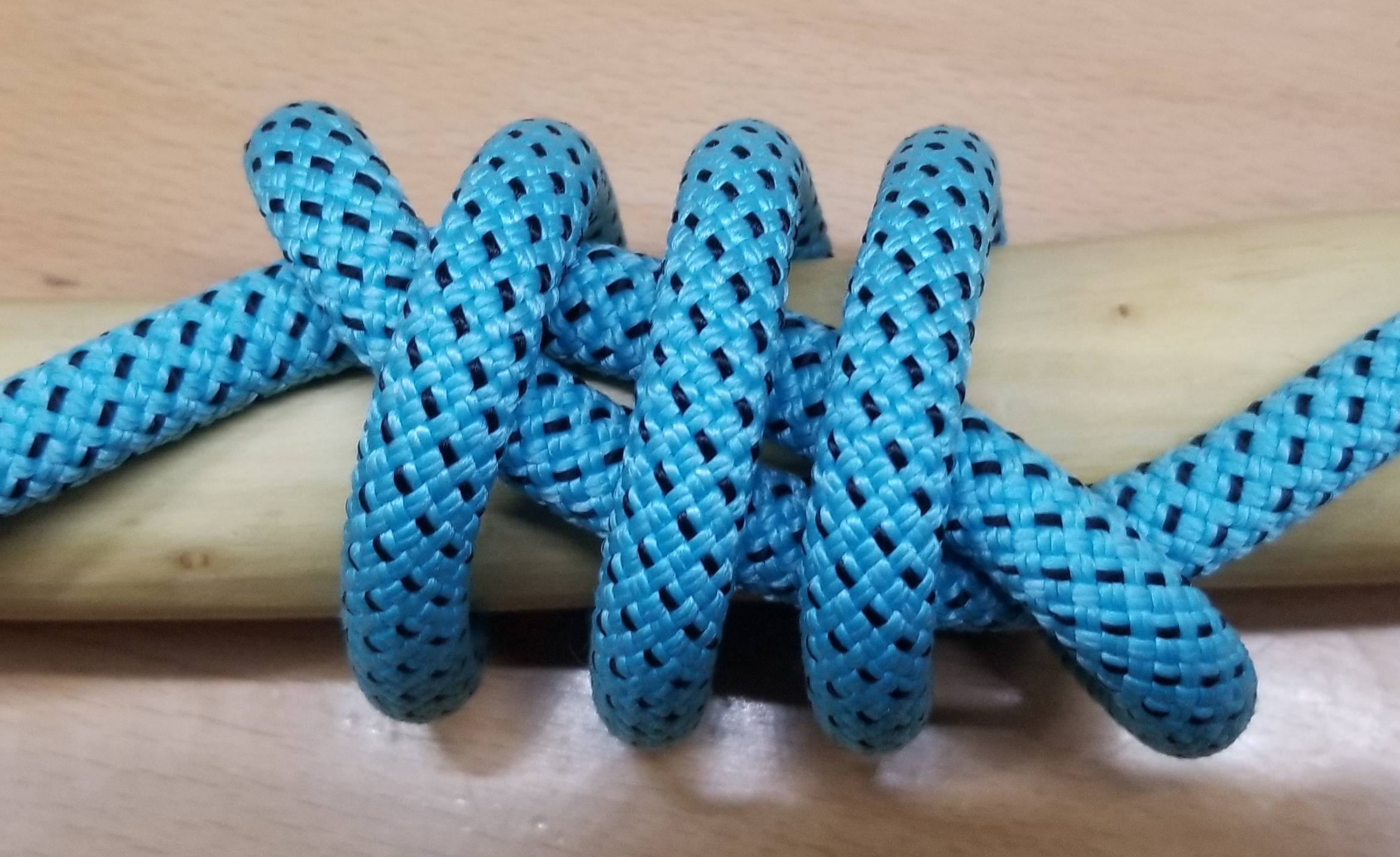
Schnürknoten mit zwei zusätzlichen Törns. Mit einem oder zwei zusätzlichen Törns gibt der Schnürknoten auch einen ausgezeichneten provisorischen Takling ab.

## Alternativen und Behelfe
- Smarten & Kleeden
- Seile aus Polyamid oder Polypropylen können mit dem Heißschneider (oder hilfsweise mit dem Feuerzeug) verschweißt werden
- Seilenden können in einer Kunststoffpaste getränkt oder mit selbstverschweißendem Butylkautschuk-Klebeband umwickelt werden
- Gewebeklebebänder